# Хребетний канал

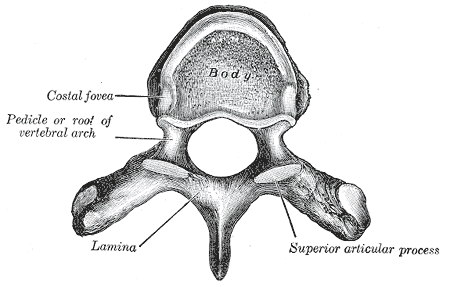
Хребець

"Spinal cavity" - укр. хребетний канал

Хребетний канал (лат. Canalis vertebralis) — порожнина в хребетному стовпі, утворена дугами хребців. Містить спинний мозок з його оболонками і судинами, а також проксимальні відділи нервових корінців. На рівні міжхребцевих просторів канал обмежується ззаду жовтою зв'язкою, спереду — задньою поздовжньою зв'язкою.